# チカラノカギリ
「チカラノカギリ」は、GENERATIONS from EXILE TRIBEの26作目のシングル。2022年8月3日にrhythm zoneから発売された。

## 概要
- 前作「GENERATIONS FROM EXILE」から7ヶ月振りのシングルで、2022年第1弾シングルである。「CD+DVD（Type-A）」「CD+DVD（Type-B）」「CD ONLY」の3形態での発売。
- 表題曲「チカラノカギリ」は、町田啓太主演のフジテレビ系 水10ドラマ『テッパチ!』の主題歌に起用された。町田は俳優業に専念する前の2011年、GENERATIONSの候補生として活動を共にしていた[4]。
- 「CD+DVD（Type-B）」および「CD ONLY」の収録曲「新しい世界」は、同年5月23日に配信シングルとしてリリースされていた[5]。

## 収録曲

### CD+DVD (Type-A)

#### CD
1. チカラノカギリ [4:17]
作詞：barbora、作曲：高慶"CO-K"卓史, barbora、編曲：高慶"CO-K"卓史
  - フジテレビ系水10ドラマ『テッパチ!』主題歌
2. TIME SLIP LOVE [3:24]
作詞：YVES&ADAMS、作曲：Nicklas Eklund, Oliver Fernstorm, Anton Eriksson、編曲：Nicklas Eklund
3. チカラノカギリ（Instrumental） [4:17]
4. TIME SLIP LOVE（Instrumental） [3:22]

#### DVD
- チカラノカギリ ～レース Version～（Music Video）
- 新しい世界 ～Orchestra Version～（Music Video）

### CD+DVD (Type-B)

#### CD
1. チカラノカギリ [4:17]
2. 新しい世界 [3:37]
作詞：☆Taku Takahashi（m-flo, block.fm）, EIGO（ONEly Inc.）, SWEEP, Mitsunori Ikeda（Tachytelic Inc.）、作曲：☆Taku Takahashi（m-flo, block.fm）, EIGO（ONEly Inc.）, Mitsunori Ikeda（Tachytelic Inc.）
3. チカラノカギリ（Instrumental） [4:17]
4. 新しい世界（Instrumental） [3:35]

#### DVD
- チカラノカギリ 〜実況 Version〜（Music Video）
- 新しい世界（GENERATIONS LIVE TOUR 2022 “WONDER SQUARE” 〜開幕祭〜）

### CD ONLY
1. チカラノカギリ [4:17]
2. 新しい世界 [3:37]
3. TIME SLIP LOVE [3:24]
4. 新しい世界（Orchestra Version） [3:47]
5. チカラノカギリ（Instrumental） [4:16]
6. 新しい世界（Instrumental） [3:35]
7. TIME SLIP LOVE（Instrumental）[3:22]
8. 新しい世界（Orchestra Version）（Instrumental） [3:46]